# گمینا ماسووویتسه
گمینا ماسووویتسه (به لهستانی:  Gmina Masłowice) یک گمینا در لهستان است که در شهرستان رادومسکو واقع شده‌است. گمینا ماسووویتسه ۱۱۶٫۲ کیلومتر مربع مساحت و ۴٬۳۶۹ نفر جمعیت دارد.